# Ho-Oh
Ho-Oh (ホウオウ?, Houou) è un Pokémon base della seconda generazione di tipo Fuoco/Volante. Il suo numero identificativo Pokédex è 250.
Ideato dal team di designer della Game Freak, Ho-Oh è il primo Pokémon leggendario apparso nell'anime Pokémon, oltre ad essere il primo Pokémon della seconda generazione visto dall'allenatore Ash Ketchum nel primo episodio della serie animata. Compare inoltre nella maggior parte dei titoli successivi, in videogiochi spin-off, nei film, nel Pokémon Trading Card Game e nel merchandising derivato dalla serie.
Ho-Oh compare nella copertina dei videogiochi Pokémon Oro e Pokémon Oro HeartGold.

## Descrizione
Si dice che Ho-Oh sorvoli instancabilmente il mondo con splendide ali iridate, lasciando un arcobaleno dietro di sé. Si dice che le sue piume portino felicità e che viva ai piedi di un arcobaleno.
Nei giochi Ho-Oh è responsabile di aver riportato in vita con i suoi poteri i Pokémon Raikou, Entei e Suicune, periti nella distruzione della Torre d'Ottone.

## Apparizioni

### Videogiochi

Ho-Oh selvatico

Altro disegno di Ho-Oh, presente nella custodia e nella cartuccia di Pokémon Oro

Nei videogiochi Pokémon Oro e Argento, Pokémon Cristallo e Pokémon Oro HeartGold e Argento SoulSilver Ho-Oh è disponibile all'interno della Torre Campana, situata ad Amarantopoli.
Per catturare il Pokémon leggendario è necessario lo strumento Ala d'Iride, ottenibile dal manager della stazione radio di Fiordoropoli, da un uomo situato nella città di Plumbeopoli o dal guardiano della torre dopo aver catturato i tre Pokémon leggendari Raikou, Entei e Suicune.
In Pokémon X e Y Ho-Oh può partecipare alle Lotte Aeree. Nella versione Rubino Omega è possibile catturare Ho-Oh nei pressi di Ciclamare se si è in possesso dello strumento Campana Chiara.
Nel videogioco Pokémon Colosseum è possibile ottenere Ho-Oh purificando ogni Pokémon ombra nella Modalità Storia e in seguito usando il party con cui il giocatore ha completato questa modalità per vincere l'equivalente di Mt. Battle per la Modalità Storia (non è necessario usare un party di Orre). È possibile importare Pokémon da Rubino, Zaffiro, Smeraldo, Rosso Fuoco o Verde Foglia per utilizzarli nella Modalità Storia.
In Pokémon Mystery Dungeon: Squadra rossa e Squadra blu Ho-Oh si trova al quarantesimo piano del Monte Remoto. Il Pokémon è anche disponibile in Pokémon Mystery Dungeon: Esploratori del tempo ed Esploratori dell'oscurità all'interno del Monte Mistral disponendo di Lastraenigma o di Pezzoenigma.
Infine Ho-Oh è presente in una delle Poké Ball del videogioco Super Smash Bros. Melee. Una volta liberato, Ho-Oh volerà lungo lo schermo utilizzando l'attacco Magifuoco.

#### Eventi Nintendo
Nei videogiochi Pokémon Rosso Fuoco e Verde Foglia e Pokémon Smeraldo Ho-Oh è ottenibile al livello 70 all'interno del Monte Cordone, l'ottava isola del Settipelago, raggiungibile solamente con lo strumento Biglietto Magico. Sull'isola è inoltre presente il Pokémon leggendario Lugia.
In Giappone, il Biglietto Magico è stato distribuito per la prima volta durante varie località Pokémon Festa 2004 dal 17 luglio al 15 agosto 2004, mentre negli Stati Uniti il biglietto è stato distribuito per la prima volta al Nintendo World Store il 14 maggio 2005. In Europa non è mai stato distribuito e non è quindi ottenibile legittimamente nelle versioni europee.

### Anime
Ho-Oh appare per la prima volta al termine dell'episodio L'inizio di una grande avventura (Pokémon, I Choose You!) in cui Ash Ketchum scorge un grande uccello dorato. Quando consulta il suo Pokédex, gli viene spiegato che non sono disponibili informazioni sulla creatura, aggiungendo che esistono molti Pokémon non ancora identificati.
In I campanelli rubati (For Ho-Oh the Bells Toll) Ash viene a conoscenza del nome e della storia del Pokémon da Angelo, capopalestra di Amarantopoli, e da Eugenius, esperto di Pokémon leggendari, in particolare di Suicune.
Il ragazzo avvista di nuovo Ho-Oh nel corso di Addii e partenze (Gotta Catch Ya Later!), quando si appresta a partire per la regione di Hoenn. È inoltre apparso in Il Leggendario Ho-Oh (Battling the Enemy Within) e nel sesto episodio di Pokémon Generazioni, Il ritorno.